# Porazdelitev hi
Porazdelitev hi (porazdelitev chi) je družina zveznih verjetnostnih porazdelitev. 
Porazdelitev hi dobimo v primeru uporabe neodvisnih komponent k-dimenzionalnega verjetnostnega vektorja, od katerih je vsaka porazdeljena po normalni porazdelitvi. Dolžine vektorjev so v tem primeru porazdeljene po hi porazdelitvi s k prostostnimi stopnjami. 

## Lastnosti

### Funkcija verjetnosti
Funkcija gostote verjetnosti za F porazdelitev je 
{\displaystyle {\frac {2^{1-k/2}x^{k-1}e^{-x^{2}/2}}{\Gamma (k/2)}}}
kjer je 
- {\displaystyle \Gamma (k/2)\!} funkcija gama

## Zbirna funkcija verjetnosti
Zbirna funkcija verjetnosti je enaka 
{\displaystyle P(k/2,x^{2}/2)\,}
kjer je 
- {\displaystyle P(k,x)\!} regulirana funkcija gama

### Pričakovana vrednost
Pričakovana vrednost je enaka 
{\displaystyle \mu ={\sqrt {2}}\,{\frac {\Gamma ((k+1)/2)}{\Gamma (k/2)}}}.

### Varianca
Varianca je enaka 
{\displaystyle \sigma ^{2}=k-\mu ^{2}\,}.

## Sploščenost
Sploščenost je enaka
{\displaystyle {\frac {2}{\sigma ^{2}}}(1-\mu \sigma \gamma _{1}-\sigma ^{2})}

## Funkcija generiranja momentov
Funkcija generiranja momentov je 
{\displaystyle M(t)=M\left({\frac {k}{2}},{\frac {1}{2}},{\frac {t^{2}}{2}}\right)+}
{\displaystyle t{\sqrt {2}}\,{\frac {\Gamma ((k+1)/2)}{\Gamma (k/2)}}M\left({\frac {k+1}{2}},{\frac {3}{2}},{\frac {t^{2}}{2}}\right)}

## Karakteristična funkcija
Karakteristična funkcija je 
{\displaystyle \varphi (t;k)=M\left({\frac {k}{2}},{\frac {1}{2}},{\frac {-t^{2}}{2}}\right)+}
{\displaystyle it{\sqrt {2}}\,{\frac {\Gamma ((k+1)/2)}{\Gamma (k/2)}}M\left({\frac {k+1}{2}},{\frac {3}{2}},{\frac {-t^{2}}{2}}\right)}
kjer je 
- {\displaystyle M(a,b,z)} Kummerjeva konfluentna hipergeometrična funkcija.

## Povezave z drugimi porazdelitvami
- če ima slučajna spremenljivka {\displaystyle X\!} porazdelitev hi, tako, da je {\displaystyle X\sim \chi _{k}(x)\!}, potem ima slučajna spremenljivka {\displaystyle X^{2}\!} porazdelitev hi {\displaystyle X^{2}\sim \chi _{k}^{2}}
- Rayleighjeva porazdelitev s {\displaystyle \sigma =1} ima hi porazdelitev z dvema stopnjama prostosti.
- Boltzmannova porazdelitev (Maxwellova porazdelitev) za normalizirane hitrosti molekul se podreja hi porazdelitvi s tremi prostostnimi stopnjami  .
- Če ima slučajna spremenljivka {\displaystyle X\!}  hi porazdelitev z 1 prostostno stopnjo, potem ima  σX polnormalno porazdelitev za katerokoli nenegativno vrednost σ.